# Kenny King
Pour les articles homonymes, voir Layne.
Kenny Layne  (né le 22 juillet 1981 à New York), plus connu sous le pseudonyme de Kenny King est un catcheur (lutteur professionnel) américain.
D'abord joueur de football américain à l'université d'État de Floride puis à l'université du Nevada à Las Vegas, il devient catcheur après avoir participé à la deuxième saison de WWE Tough Enough. Il travaille ensuite dans diverses fédérations du circuit indépendant américain puis à la Ring of Honor (ROH) à partir de 2008. Il y remporte avec Rhett Titus le championnat du monde par équipes de la ROH. En 2013, la Total Nonstop Action Wrestling (TNA) l'engage et il y remporte à deux reprises le championnat de la division X de la TNA. Il retourne à la ROH en 2015 et étoffe son palmarès dans cette fédération avec deux titres de champion du monde Télévision.

## Jeunesse
Layne fait partie de l'équipe de football américain de l'université d'État de Floride puis de l'université du Nevada à Las Vegas.

## Carrière de catcheur

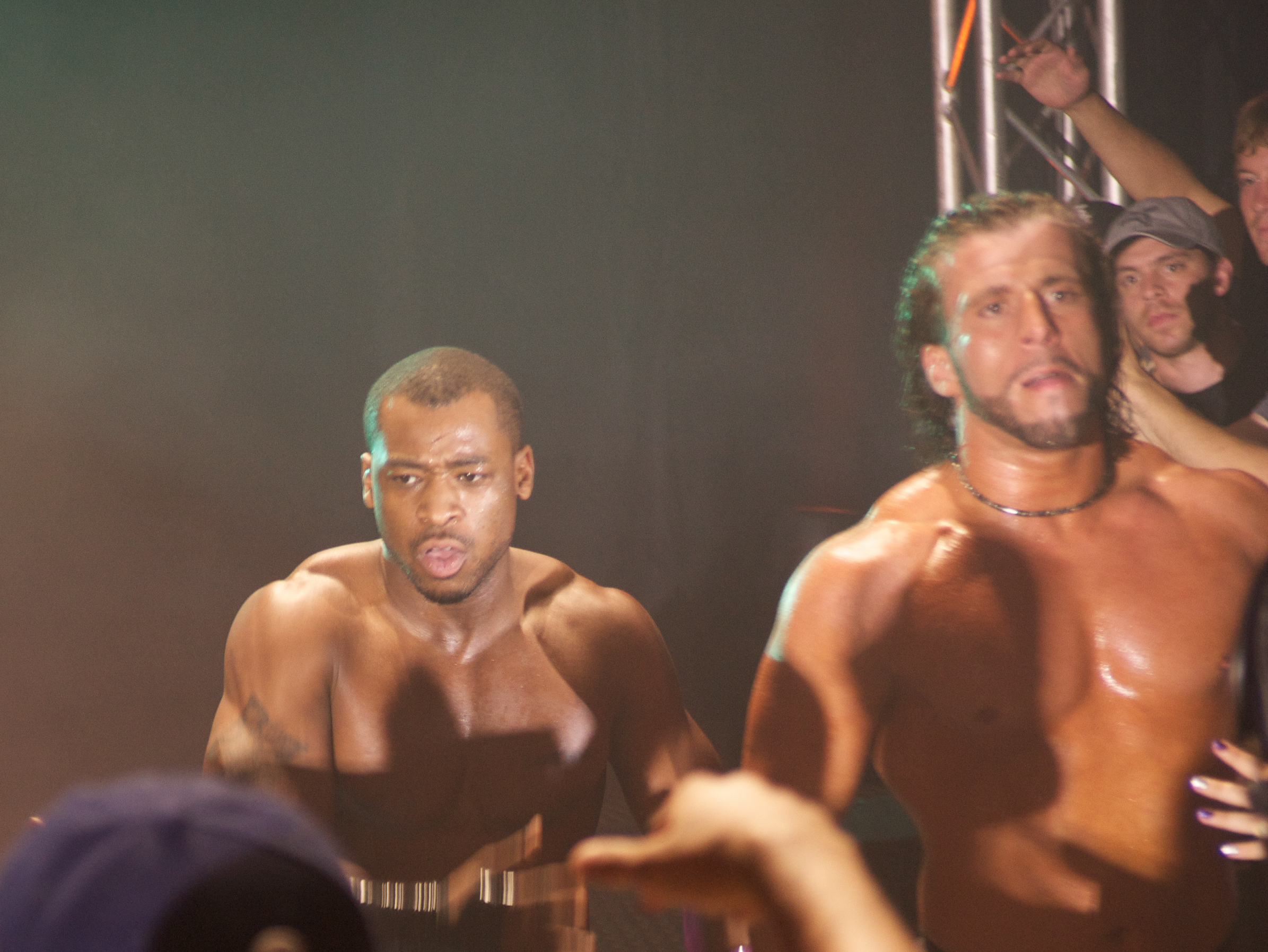
Kenny King et Rhett Titus.

### Participation àWWE Tough Enough(2002)
Alors qu'il est à l'université du Nevada à Las Vegas, Layne voit une publicité pour participer au casting de WWE Tough Enough et décide de s'y inscrire. Il fait partie du casting final de cette émission et commence à apprendre les bases du catch auprès d'Al Snow, Bob Holly et Chavo Guerrero. Il ne remporte pas cette saison et donc ne signe pas de contrat avec la World Wrestling Entertainment.

### Diverses fédérations américaines (2003-2007)
Layne poursuit son entraînement à la Las Vegas Wrestling Academy auprès de Nick Bockwinkel et Scott Casey. Bockwinkel lui apprend notamment à travailler ses segments d'interview. Il lutte sous le nom de Kenny King d'abord en Californie notamment à l'Ultimate Pro Wrestling avant d'aller en Floride travailler d'abord comme jobber à la Total Nonstop Action Wrestling (TNA) fin 2005.
En plus d’apparaître à la TNA, King travaille aussi à la Full Impact Pro et est devient un des membres du clan Young Rich and Ready for Action (YRR), alors composé de Chasyn Rance et Steve Madison, le 7 juillet 2006,. Ce jour-là, il change d'attitude et fait un heel turn d'abord en gagnant son combat face à Canadian Cougar en lui donnant un coup dans l'entrejambe. 

### Ring of Honor (2007–2012)
Il remporte le 24 juin 2012 avec Rhett Titus le ROH World Tag Team Championship face à Charlie Haas et Shelton Benjamin lors de Best in the World 2012. Cependant, le contrat de King à la ROH expire le même jour. Sur un accord verbal, la ROH permet à King d'évaluer les options qu'il a avec les autres fédérations à condition de ne pas combattre pour elles. Mais Kenny King a combattu pour la TNA. En conséquence, la ROH indique trouver inacceptable "la violation de l'accord verbal" et brise le lien existant avec le catcheur. Son titre lui fut retiré 16 jours plus tard.

### Total Nonstop Action Wrestling (2012-2015)

#### Course au X Division Championship (2012-2013)
Le 5 juillet à la TNA lors d'Impact Wrestling, Kenny King bat Lars Only pour se qualifier dans le tournoi visant à couronner un nouveau champion X Division à Destination X. Lors de Destination X, il bat Doug Williams se qualifie pour la finale. Lors de la finale, il perd un ultimate X match contre Zema Ion dans un match qui comprenait aussi Mason Andrews et Sonjay Dutt. Lors d'Hardcore Justice, il perd contre Zema Ion et ne remporte pas le X division championship.Lors de Bound for Glory, le titre passe aux mains de Rob Van Dam(RVD).Lors de Final Resolution, il perd contre Rob Van Dam et ne remporte pas le X division championship. Lors de Genesis 2013, il perd contre Christian York et ne devient pas challenger au X Division championship. Lors d'Impact du 7 février, il perd contre Rob Van Dam dans un match qui comprenait aussi Zema Ion et ne remporte pas le titre TNA X Division Championship.

#### X Division Champion et perte du titre (2013)
Lors de Genesis 2013, il perd contre Christian York et ne devient pas challenger au X Division championship. Lors d'Impact du 7 février, il perd contre Rob Van Dam dans un match qui comprenait aussi Zema Ion et ne remporte pas le titre TNA X Division Championship.
Lors de l'Impact Wrestling du 31 janvier, il bat Rob Van Dam et Christian York en équipe avec Zema Ion et effectue un twenner-turn, Ion étant heel. Le 28 janvier a Impact Wrestling, il bat Rob Van Dam et remporte le TNA X Division Championship, qu'il défendra avec brio lors de TNA Lockdown 2013 face à Christian York et Zema Ion.
Lors de Slammiversary XI, il perd contre Chris Sabin dans un match qui comprenait aussi Suicide et perd le TNA X Division Championship.
Lors de Impact Wrestling du 6 juin, il perd avec Austin Aries et Bobby Roode contre le champion de la X Division Chris Sabin et les champions du monde par équipe Gunner et James Storm dans sa ville natale.

#### Retour et Blessure (2013-2014)
Il fait son retour le 26 septembre en perdant contre Austin Aries.Lors de Impact Wrestling du 3 octobre, il perd avec Chris Sabin contre Jeff Hardy et Manik

#### The Beat Down Clan et départ (2014-2015)
Lors de Impact Wrestling du 6 mars, une vignette annonçant son retour prochainement sous un gimmick de King Of The Night. Kenny King forme une alliance avec Bobby Lashley et MVP le 15 mai. A iMPACT Wrestling du 22 mai, il bat Eddie Edwards et attaque Violemment Davey Richards le conduisant à l'hôpital
Le 19 septembre 2015, il quitte la TNA.

### Retour à la Ring of Honor (2015-2021)

#### Retour et reformation des All Night Express (2015-2017)
Il fait son retour le 18 septembre, lors de All Star Extravaganza VII en reformant The All Night Express avec Rhett Titus et battent The Briscoe Brothers. Au cours de Final Battle 2015, le 18 décembre, lui et Titus battent les Briscoe Brothers et The Young Bucks et deviennent challengers pour les titres par équipe de la ROH.

#### Double Champion  du monde de la télévision (2017-2018)
Lors de Death Before Dishonor XV, il bat Kushida et remporte le ROH World Television Championship. Le 15 décembre, il perd le titre contre Silas Young et le récupère le 10 février 2018 pour le reperdre face à Young le 7 avril 2018 au cours d'un Last man Standing match. 
Le 20 juin, il bat Chucky T. Lors de Best in the World 2018, il perd contre Austin Aries.
Le 11 novembre lors de ROH/NJPW Global Wars (jour 4), il perd contre Jay Lethal et ne remporte pas le ROH World Championship.

#### La Faccion Ingobernable (2019-2021)
Peu après Final Battle 2019, il est annoncé comme membre de la branche américaine de La Facción Ingobernable, constitué de lui-même, Rush, Dragon Lee et Amy Rose.
Le 26 février 2021, lui et Dragon Lee battent The Foundation (Jay Lethal et Jonathan Gresham) pour remporter les ROH World Tag Team Championship,.
Le 10 septembre, lui et Dragon Lee battent Violence Unlimited (Chris Dickinson et Homicide) et remportent les ROH World Tag Team Championship pour la deuxième fois. Lors de Honor For All 2021, ils perdent les titres contre The OGK (Michael Bennett et Matt Taven).

### Retour à Impact Wrestling (2022-2023)

#### Retour et Honor No More (2022)
Le 3 février 2022, il fait son retour à Impact Wrestling en attaquant Josh Alexander et rejoignant Honor No More.
Lors de No Surrender (2022), lui, Matt Taven, Mike Bennett, Vincent et PCO battent la Team Impact (Chris Sabin,Rhino, Rich Swann, Steve Maclin et Willie Mack) avec l'aide de Eddie Edwards et obtiennent le droit de rester à Impact Wrestling.

## Palmarès
- Full Impact Pro
  - 1 fois FIP Tag Team Champion avec Jason Blade

- Future Stars of Wrestling
  - 1 fois FSW Elite Champion
  - 1 fois FSW Tag Team Champion avec Shogun Jones

- Ring of Honor
  - 2 fois ROH World Television Championship
  - 3 fois ROH World Tag Team Championship avec Rhett Titus (1) et Dragon Lee (2)
  - Honor Rumble (2019)

- Total Nonstop Action Wrestling/Impact Wrestling
  - 2 fois TNA X Division Championship
  - 1 fois Impact Digital Media Championship (actuel)
  - TNA World Cup of Wrestling (2013) avec Christopher Daniels, James Storm, Kazarian  et Mickie James

- Ultimate Wrestling Federation
  - 1 fois UWF Vegas Heavyweight Champion

## Récompenses de magazines
- Pro Wrestling Illustrated

| Année | 2003 | 2004 à 2007 | 2008 | 2009 | 2010 | 2011 | 2012 | 2013 | 2014 | 2015 | 2016 | 2017 | 2018 | 2019 | 2020 | 2021 | 2022 | 2023 |
| ----- | ---- | ----------- | ---- | ---- | ---- | ---- | ---- | ---- | ---- | ---- | ---- | ---- | ---- | ---- | ---- | ---- | ---- | ---- |
| Rang  | 439  | Non classé  | 453  | 202  | 96   | 101  | 85   | 36   | 99   | 106  | 148  | 222  | 90   | 117  | 241  | 380  | 326  | +107 |